# 斯楚厄市鎮
斯楚厄市鎮（丹麥語：Struer Kommune）是丹麥的一個市鎮，分為南北兩部分，分別位於日德蘭半島、北日德蘭島西南部，並包括文島等島嶼。西臨尼蘇姆灣，東臨考斯灣、文島灣，屬北日德蘭大區。面積250.84平方公里，2009年人口22,642人。行政中心为斯楚厄。
2007年1月1日由原斯楚厄和另一個市鎮合併而成。